# Terremoto di Oaxaca del 2020
L'evento sismico nel Messico meridionale del 2020 è avvenuto alle 10:29 ora locale del 23 giugno 2020 con una magnitudo momento di 7,4 gradi. L'epicentro si trovava a 31 km da San Miguel del Puerto e a 12,1 km a sud-ovest di Santa María Zapotitlán. Il terremoto è stato avvertito da circa 49 milioni di persone tra Messico e Guatemala, con alcune scosse avvertite fino a 640 chilometri dall'epicentro. Nella città di Oaxaca de Juárez sono state danneggiate migliaia di case e si sono registrati 10 morti. Inoltre, fu emesso un allarme tsunami che riguardava le coste del Messico meridionale, del Guatemala, di El Salvador e dell'Honduras.

## Situazione tettonica
Oaxaca si trova sul confine di subduzione tra la placca di Cocos e quella nordamericana. In questa zona la subduzione prosegue ad un ritmo di 60 mm l'anno. 
Questo confine è associato a molti terremoti dannosi che si generano nel punto di congiunzione tra la placca nordamericana, che è meno densa e rimane in superficie, e quella di Cocos, che invece essendo più densa sprofonda sotto l'altra.
In tempi recenti, la regione era già stata colpita da un terremoto nel 2018, che colpì 225 km a nord-ovest dell'epicentro.